# The Poppees
The Poppees foi uma banda estadunidense dos anos 70. Segundo Mark Deming, no Allmusic, embora eles nunca fossem tão visionários ou influentes como o Big Star, os Poppees compartilhavam o amor icônico daquela banda ao pop beatlesco, no estilo clássico e num momento em que abraçar os primeiros trabalhos dos Fab Four era tão fora de moda; durando apenas o suficiente para fornecer uma ligação com os primeiros sinais do movimento power pop para o início da cena new wave de Nova Iorque.

## História
A história do The Poppees começa em 1972, quando o guitarrista Bobby Dee Waxman conhece o baixista Paddy Lorenzo. Ambos descobrem afinidades, compartilhando um gosto por música pop da Invasão Britânica, decidindo formar uma banda. Juntam forças com o baterista Donny Jackrel e com o guitarrista Burnie Murray. Depois de meses de shows em bares, tocando covers, Waxman e Lorenzo começam a escrever seu material e Burnie Murray deixa o grupo. O novo guitarrista, Arthur Alexander (nenhuma relação com Arthur Alexander do R&B), foi recrutado através de um anúncio no The Village Voice. Em 1973, a primeira formação do The Poppees está feita, com shows em um bar do Queens chamado Cozy Corner, onde eles poderiam ensaiar nas horas de folga e experimentar novas músicas em troca de entretenimento gratuito.
O The Poppees grava uma demo e chama a atenção de Greg Shaw, do fanzine Bomp!, que assina com a banda para a sua gravadora recém-fundada, a Bomp! Records. Pouco antes de gravar seu primeiro single 7", com "If She Cries" e "The Love of The Loved", Donny Jackrel deixa o grupo, com Waxman assumindo a bateria, guitarra e gaita. Após o single chegar nas lojas, em 1975, os Poppees encontram um novo baterista, Jett Harris, começando a tocar em locais como o CBGB e o Max Kansas City. Em 1978, segundo datas do Discogs e 45cat, os Poppees lançam um segundo single pela Bomp! Records, contendo "Jealousy" e "She's Got It" (produzido por Cyril Jordan, do Flamin' Groovies). Seus shows ao vivo encontraram o grupo abraçando um som mais despojado e uma abordagem agressiva que complementava a primeira onda do punk, sem abandonar seus instintos pop.
No entanto, diferenças criativas levam a uma divisão e a banda acaba. Waxman e Lorenzo passam a formar o The Boyfriends, que ganha um poderoso culto seguinte e lança um single pela Bomp! (A: "I Don't Want Nobody (I Want You)" / B: "You're The One" - 1978), enquanto Alexander e Harris foram membros do Sorrows, com dois LPs lançados pela Epic Records.
Em 2010, a Bomp! lança a coletânea em CD e LP, Pop Goes The Anthology, que recolheu os dois singles dos Poppees, juntamente com demos inéditas e material ao vivo.

## Discografia

### Singles
- 7" single, A: "If She Cries" / B: "The Love of The Loved" (1975) – Bomp! Records (BOMP 103)
- 7" single, A: "Jealousy" / B: "She's Got It" (1978) - Bomp! Records (BOMP 106)

O lado B dos singles contém covers: "The Love of The Loved" (Lennon, McCartney); "She's Got It" (Penniman, Marascalco).

### Coletânea
- LP/CD: Pop Goes The Anthology (2010) - Bomp! Records

### Músicas em coletâneas de power pop
- CD: The Roots of Powerpop (1996) - Bomp! Records (contendo a música "Jealousy")